# 希普廣場 (亞利桑那州)
希普廣場（英語：Heap Place）是位於美國亞利桑那州阿帕契縣的一個非建制地區。該地的面積和人口皆未知。

## 地理
希普廣場的座標為34°35′01″N 109°24′29″W / 34.58361°N 109.40806°W，而該地的平均海拔高度為1700米（即5577英尺）。